# Gintă
În Roma antică, o gintă era o familie formată din indivizi care împărtășeau același nume și care pretindeau descendența unui strămoș comun. O ramură a unei ginte se numea stirpă. Ginta a fost o parte a structurii sociale importantă la Roma și în toată Italia în perioada Republicii Romane. O mare parte a poziției sociale a indivizilor depindea de ginta căreia îi aparțineau. Anumite ginte au fost clasificate ca patriciene, altele ca plebee; unii aveau atât ramuri patriciene, cât și plebee. Importanța apartenenței la o genă a scăzut considerabil în timpurile imperiale, deși gentiliciul a continuat să fie folosit și a definit originile și dinastiile împăraților romani.